# دار الفنون بطهران

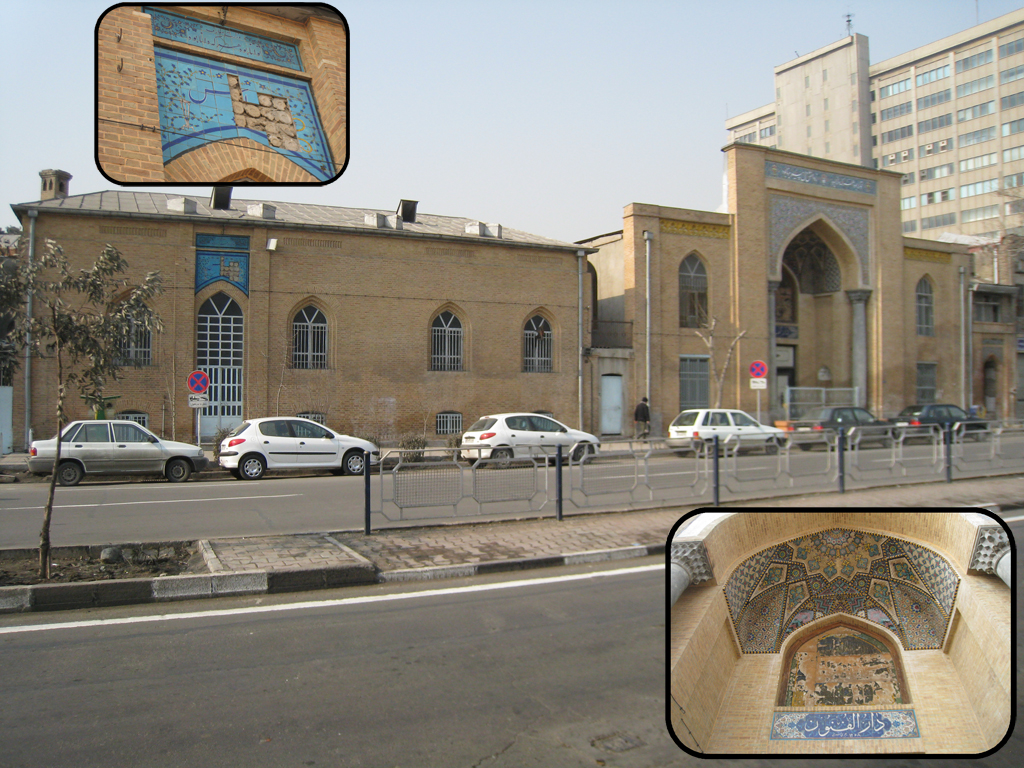
دار الفنون بطهران

أسست دار الفنون عام 1851. وكانت أول مؤسسة للتعليم العالي بشكله المعاصر في بلاد الفرس.

## وصلات خارجية
- دار الفنون في jazirehdanesh
- Encyclopedia Iranica: Darolfonun, p.662-668[وصلة مكسورة]